# Edward Lorenz
Edward Norton Lorenz, född den 23 maj 1917 i West Hartford, Connecticut, död den 16 april 2008 i Cambridge, Massachusetts, var en amerikansk meteorolog och matematiker, upphovsman till kaosteorin. Runt 1960 utvecklade Lorenz med hjälp av Margaret Hamilton och Ellen Fetter ett datorprogram som simulerade luftmassornas rörelse i atmosfären.